# Podnoszenie ciężarów na Letnich Igrzyskach Olimpijskich 1976 – waga lekkociężka mężczyzn
Rywalizacja w wadze do 82,5 kg mężczyzn w podnoszeniu ciężarów na Letnich Igrzyskach Olimpijskich 1976 odbyła się 24 lipca 1976 roku w hali Aréna Saint-Michel. W rywalizacji wystartowało 17 zawodników z 14 krajów. Tytułu sprzed czterech lat nie obronił Leif Jenssen z Norwegii, który spalił wszystkie próby w rwaniu. Nowym mistrzem olimpijskim został Waleryj Szaryj z ZSRR, srebrny medal wywalczył Trendafił Stojczew z Bułgarii, a trzecie miejsce zajął Péter Baczakó z Węgier.

## Wyniki
| Pozycja | Zawodnik           | Reprezentacja     | Waga  | Rwanie | Rwanie | Rwanie | Podrzut | Podrzut | Podrzut | Wynik |
| Pozycja | Zawodnik           | Reprezentacja     | Waga  | 1      | 2      | 3      | 1       | 2       | 3       | Wynik |
| ------- | ------------------ | ----------------- | ----- | ------ | ------ | ------ | ------- | ------- | ------- | ----- |
| 1. !    | Waleryj Szaryj     | ZSRR              | 81,70 | 157,5  | 162,5  | 162,5  | 192,5   | 197,5   | 202,5   | 365,0 |
| 2. !    | Trendafił Stojczew | Bułgaria          | 81,90 | 157,5  | 162,5  | 165,0  | 192,5   | 197,5   | 202,5   | 360,0 |
| 3. !    | Péter Baczakó      | Węgry             | 82,40 | 152,5  | 157,5  | 160,0  | 187,5   | 200,0   | 200,0   | 345,0 |
| 4       | Nikos Iliadis      | Grecja            | 82,30 | 145,0  | 150,0  | 152,5  | 185,0   | 190,0   | 190,0   | 340,0 |
| 5       | Juhani Avellan     | Finlandia         | 82,45 | 145,0  | 150,0  | 150,0  | 185,0   | 185,0   | 197,5   | 330,0 |
| 6       | Stefan Jacobsson   | Szwecja           | 81,85 | 140,0  | 147,5  | 152,5  | 170,0   | 177,5   | 177,5   | 317,5 |
| 7       | Sueo Fujishiro     | Japonia           | 81,00 | 130,0  | 135,0  | 140,0  | 170,0   | 175,0   | 180,0   | 315,0 |
| 8       | Gerd Kennel        | RFN               | 81,70 | 135,0  | 140,0  | 140,0  | 177,5   | 182,5   | 182,5   | 312,5 |
| 9       | Erling Johansen    | Dania             | 81,80 | 137,5  | 137,5  | 137,5  | 170,0   | 175,0   | 175,0   | 307,5 |
| 10      | Samuel Bigler      | Stany Zjednoczone | 82,15 | 130,0  | 137,5  | 137,5  | 173,5   | 177,5   | 182,5   | 307,5 |
| 11      | Pablo Justiniani   | Panama            | 82,50 | 125,0  | 130,0  | 132,5  | 160,0   | 165,0   | 170,0   | 295,0 |
| 12      | Mehmet Suvar       | Turcja            | 79,50 | 132,5  | 137,5  | 137,5  | 160,0   | 160,0   | 165,0   | 292,5 |
| –       | Ferenc Antalovics  | Węgry             | 82,30 | 147,5  | 152,5  | 155,0  | 182,5   | 182,5   | 185,0   | DNF   |
| –       | Rolf Milser        | RFN               | 81,65 | 155,0  | -      | 157,5  | 200,0   | 205,0   | 210,0   | DNF   |
| –       | Pierre St. Jean    | Kanada            | 81,10 | 150,0  | 150,0  | 150,0  | -       | -       | -       | DNF   |
| –       | Leif Jenssen       | Norwegia          | 82,05 | 160,0  | 160,0  | 160,0  | -       | -       | -       | DNF   |
| –       | Błagoj Błagoew     | Bułgaria          | 81,75 | 157,5  | 162,5  | 167,5  | 190,0   | 195,0   | 200,0   | DSQ   |